# 瀬戸口弥太郎
瀬戸口 弥太郎（瀬戸口 彌太郎、せとぐち やたろう、1877年（明治10年）2月8日 - 没年不明）は、大日本帝国陸軍軍人。最終階級は陸軍少将。

## 経歴・人物
鹿児島県出身。1898年（明治31年）陸軍士官学校第10期卒業。
1923年（大正12年）3月に陸軍歩兵大佐・熊谷連隊区司令官、翌年の1924年（大正13年）2月に歩兵第9連隊長を経て、1927年（昭和2年）7月26日 陸軍少将・歩兵第7旅団長に任官。2年後の1929年（昭和4年）8月1日に待命、同年8月31日に予備役に編入した。 
1947年（昭和22年）11月28日、公職追放仮指定を受けた。

## 栄典
- 1902年（明治35年）2月20日 - 従七位[4]